# Corey Taylor
Pour les articles homonymes, voir Taylor.
 (mai 2009).
Si vous disposez d'ouvrages ou d'articles de référence ou si vous connaissez des sites web de qualité traitant du thème abordé ici, merci de compléter l'article en donnant les références utiles à sa vérifiabilité et en les liant à la section « Notes et références ».
Corey Todd Taylor, né le 8 décembre 1973 à Des Moines, est un chanteur américain, membre principal du groupe de metal Slipknot ainsi que de Stone Sour. Il est surnommé « The Sickness » ou « Neck ».
Il est l'un des deux leaders de Slipknot avec Shawn Crahan ; chaque membre s'étant choisi un numéro pour s'identifier, il adopte le numéro 8.

## Biographie
Corey Taylor s'implique énormément dans l'écriture des chansons, usant de son enfance difficile comme source d'inspiration : il a fait deux overdoses à la cocaïne, n'a connu son père que tardivement, aimait aller visiter de vieilles maisons abandonnées avec ses amis, etc. C'est sa grand-mère, chez qui il a passé trois ans, qui lui transmet le goût de la musique et de l'écriture de chansons en lui faisant écouter Elvis Presley.
À l'âge de 18 ans, il revient à Des Moines et fonde le groupe Stone Sour. En parallèle, pour gagner sa vie, il travaille dans un sex-shop où Shawn Crahan et Joey Jordison viennent le rencontrer pour lui proposer de rejoindre Slipknot.
Si au début de la carrière de Slipknot, il a besoin de reprendre son souffle en milieu de chanson pendant les concerts, au fil du temps, Taylor améliore sa voix grâce aux techniques que lui enseigne la coach vocale Melissa Cross.

## Masques et tatouages

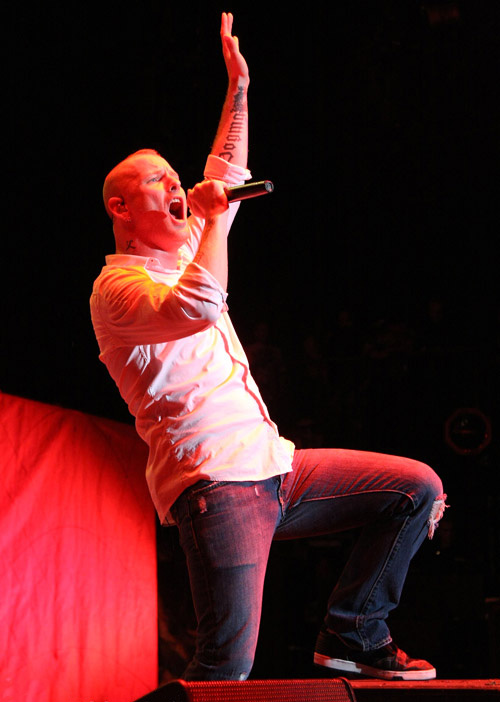
Corey Taylor en 2010

Slipknot a pour caractéristique que ses membres portent tous des masques : Corey Taylor choisit d'abord un masque de mannequin — de type dispositif anthropomorphe d'essai comme ceux utilisés pour les crash tests automobiles — mais jugé trop inconfortable et dégageant une odeur désagréable, il est remplacé dans un premier temps par un masque évoquant un ectoplasme puis par le célèbre masque à dreadlocks, hommage à Leatherface, le tueur de la série de films Massacre à la tronçonneuse (plusieurs masques de Slipknot sont inspirés de ceux de tueurs de films slasher). C'est un masque en cuir représentant un visage déformé.
Ses dreadlocks sont dans un premier temps ses propres cheveux, le masque étant doté de trous pour les laisser passer et pour qu'il puisse chanter. Il les coupe par la suite pour les coller au masque, et n'en garde enfin qu'une seule[Quoi ?].
Pour Vol. 3: (The Subliminal Verses), Il adopte un masque représentant un visage brûlé et déformé (la bouche tordue dans un rictus mi-triste, mi-jovial), d'une couleur verdâtre avec des pointes de jaune et de noir, arborant des coutures par endroits. Pour le quatrième album de Slipknot paru en 2008, il adopte un masque sobre, blanc, sans expression : des trous ronds en guise d'yeux, un tissu noir empêchant de voir ses yeux au travers et un trou en forme d'ellipse en guise de bouche. On note également que l'œil gauche du masque est légèrement plus petit, mais est entouré d'un cercle noir légèrement plus grand que l'œil droit. Ce masque évoque celui de Michael Myers, tueur de la série de films slasher Halloween.
Corey Taylor s'était fait tatouer sur le cou, avant qu'il n'ait rencontré son père, sa belle-mère et ses demi-frères et sœurs, deux idéogrammes chinois signifiant « papa » (父) et « mort » (死). Il s'est aussi fait tatouer dans la nuque un 8, en rapport à son numéro au sein du groupe et à sa date de naissance. Le huit est également son chiffre fétiche. Corey Taylor s'est également fait tatouer le portrait de Paul Gray avec le chiffre deux : ce dernier était le chiffre de scène de Gray. Taylor a fait ce tatouage pour avoir un souvenir de Paul Gray qui est décédé le 24 mai 2010. Il a fait ce tatouage en rapport avec Paul Gray dans l'épisode 2 saison 1 de Ny Ink en 2011.
Pour le nouvel album de Slipknot sorti en 2014, 5: The Gray Chapter, Corey Taylor change de masque. Il représente un visage ridé et fronçant les sourcils, arborant deux cicatrices à la bouche séparant les mâchoires. Ce masque est en fait une seconde couche que Taylor peut retirer (comme dans la vidéo officielle de la chanson The Devil In I) afin d'en laisser paraître une version bleuâtre parcourue de veines plus foncées. Au fil des tournées, le masque évolue de façon à réduire la portion du visage masquée (le masque de base allant jusqu'au sommet du crâne, il n'atteint par la suite que le front de Corey). Il change ensuite de couleur, passant d'un beige rappelant la peau humaine à gris. Le « sous-masque » devient plus grimaçant et prend une couleur beige et une texture rappelant des muscles au coins de la bouche.
Lorsqu'on lui demande pourquoi le groupe se cache derrière des masques, idée que Taylor affectionne tout particulièrement, il répond : « On ne se cache pas derrière ces masques, au contraire... On révèle bien plus de choses que tu ne peux l'imaginer. En plus ça fait mal de porter ça, ce qui me donne encore plus de force ».

## Vie affective
Le 11 mars 2004, Corey Taylor épouse sa petite amie Scarlett avec laquelle il a trois enfants. La cérémonie a eu lieu dans le plus grand secret à Des Moines en présence des familles et des membres de Slipknot et de Stone Sour. Le couple divorce et Taylor se remarie en 2009. Le 28 décembre 2017, il annonce être séparé.
Le 7 avril 2019, il annonce à travers le réseau social Instagram ses fiançailles avec sa nouvelle compagne, Alicia Dove, membre de la troupe de danse Cherry Bombs, en montrant une photo de la main de cette dernière avec une bague.

## Problèmes de santé
Le 10 mai 2019, Corey Taylor révèle sur son compte Instagram avoir subi une opération des deux genoux. Sa date de rétablissement complet étant encore inconnue il n'est pas certain qu'il sera apte à faire le premier concert de Slipknot de 2019, prévu le 17 mai au Jimmy Kimmel Live. 
Ce n'est pas la première fois que Taylor subit une opération : en effet, en juin 2016, il découvre qu'il a une fracture au cou depuis un moment, sans l'avoir remarquée malgré la tournée de Slipknot, et doit subir une opération d'urgence. Il se trouve obligé de reporter la tournée avec Marilyn Manson de deux semaines.

## Collaborations
- Sister Soleil - Liar (1998)
- Smakdab - Shadowed (1998)
- Soulfly — Jumpdafuckup (2000)
- Snot — Requiem (2000)
- Biohazard - Domination (2001)
- Slitheryn — Lost, Get Up & Come + Go (2001)
- Rollins Band - Rise Above, Room 13, TV Party, Six Pack & Annihilate This Week (2002)
- Anthrax — Bring The Noise (Live) (2002)
- Damageplan — Fuck You (2004)
- Roadrunner United — The Rich Man (2005)
- KoЯn — Freak On A Leash et Clown (2006, il apparait dans un live du groupe dans lequel il accompagne Jonathan Davis)
- Apocalyptica — I'm Not Jesus (2007)
- Dream Theater — Repentance (2007) sur l'album Systematic Chaos
- Walls of Jericho — Ember Drive, My Last Stand & Addicted (2008)
- Steel Panther — Death To All But Metal, Asian Hooker & Eyes of a Panther (2009)
- Johnny Aloha - Almost Paradise (2010)
- Machine Head — Walk (Pantera) (2010, Live)
- Travis Barker — On My Own (2011)
- Trivium — Creeping Death (Metallica) (2012)
- Sound City — From Can to Can't (2013)
- Various artists - Rainbow in the Dark (Dio) (2014)
- Tech N9ne — Wither (2015)
- KoЯn — Sabotage (Reprise des Beastie Boys, 2015)
- Teenage Time Killers — Egobomb (2015) sur l'album Greatest Hits Vol. 1
- Zakk Wylde - Sleeping Dogs (2016)
- Zakk Sabbath - Fairies Wear Boots (Live 2016) (2016)
- KoЯn - A Different World (feat. Corey Taylor) (2016) sur l'album The Serenity of Suffering
- Tonight Alive - My Underworld (2018)
- Code Orange — The Hunt (2018)
- Falling In Reverse — Drugs (2019)
- Kid Bookie — Stuck In My Ways (2019)
- Doug Walker - SpongeBob Theme (2019)
- Me and That Man - How Come (2020)
- Posehn - The Fox (What Does the Fox Say?) (2020)
- Avatar - Colossus, A Secret Door & Wormhole (2020)
- Sixx:A.M. - Maybe It's Time (2020)
- John 5 - Take Your Whiskey Home (2020)
- Moonshine Bandits - Live the Madness (2021)
- Charlie Benante - Funny Vibe (2021)
- The Dead Deads - Murder Ballad II (2021)
- Various artists - Hollier Than Thou (2021)
- ZillaKami - Chewing Gum! (2021)
- Hyro the Hero - Kids Against the Monsters (2022)
- Kid Bookie - Game (2022)